# Каор (виконтство)
Виконтство Каор (фр. Vicomté de Cahors) — феодальное владение на юге Франции, располагавшееся на территории графства Керси.

## История
Единственным известным виконтом Каора был Фротард (ум. после марта 932). Он был сыном некоего Одальрика (ум. до 932), мужа Белетруды. 
Единственное упоминание о Фротарде содержится в хартии, датированной мартом 932 года: «Frotardus vicecomes Caturcorum…». 

## Список виконтов Каора
- ?—после марта 932: Фротард (ум. после марта 932) — виконт Каора